# Comté de Monroe (Kentucky)
Pour les articles homonymes, voir Comté de Monroe.
Le comté de Monroe est un comté de l'État du Kentucky, aux États-Unis. Son siège est Tompkinsville.

## Histoire
Le comté a été fondé en 1820 et nommé d'après James Monroe, le 5e Président des États-Unis.